# HD 180242
HD 180242，又名BD+19 3956，SAO 86981、HR 7299，是一颗恒星，视星等为6，位于銀經53.56，銀緯4.11，其B1900.0坐标为赤經19h 10m 41.7s，赤緯+20° 4.11′ 45″。